# Sesamia melianoides
Sesamia melianoides là một loài bướm đêm trong họ Noctuidae.